# 小坂本町
小坂本町（こざかほんまち）は、愛知県豊田市の町名。現行行政地名は小坂本町1丁目から8丁目。

## 地理
豊田市西部、挙母地区の東部に位置し、東は西町・神田町、西は小坂町、南は樹木町、北は月見町に接する。

### 河川
- 枝下用水

## 世帯数と人口
2022年（令和4年）2月1日現在の世帯数と人口は以下の通りである。
| 町丁     | 世帯数    | 人口    |
| -------- | --------- | ------- |
| 小坂本町 | 1,385世帯 | 2,795人 |

## 学区
市立小・中学校に通う場合、学区は以下の通りとなる。
| 番・番地等  | 小学校               | 中学校               | 高等学校普通科 |
| ----------- | -------------------- | -------------------- | -------------- |
| 下記以外    | 豊田市立童子山小学校 | 豊田市立朝日丘中学校 | 三河学区       |
| 1丁目の一部 | 豊田市立挙母小学校   | 豊田市立崇化館中学校 | 三河学区       |

## 歴史
江戸期の挙母城（七州城）跡の一部に相当する。

### 沿革
- 1959年（昭和34年）1月1日 - 挙母市の豊田市改称と同時に、大字挙母の一部より小坂本町が成立[6]。
- 1985年（昭和60年） - 月見町・西町・神田町・若宮町との間で境界を変更[6]。

### 史跡
- 七州城跡 - 隅櫓が復元されている。

## 施設

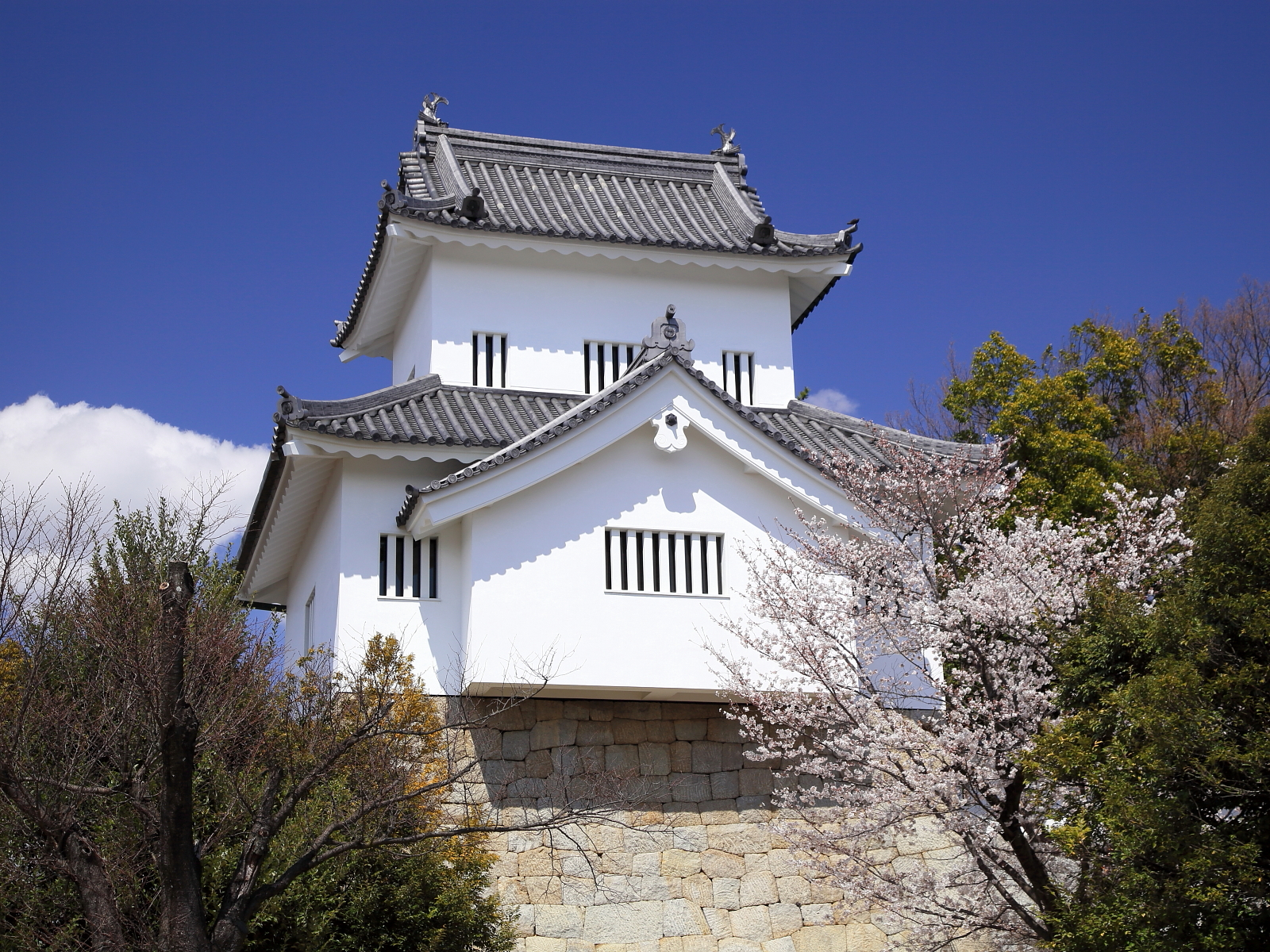
七州城復元隅櫓
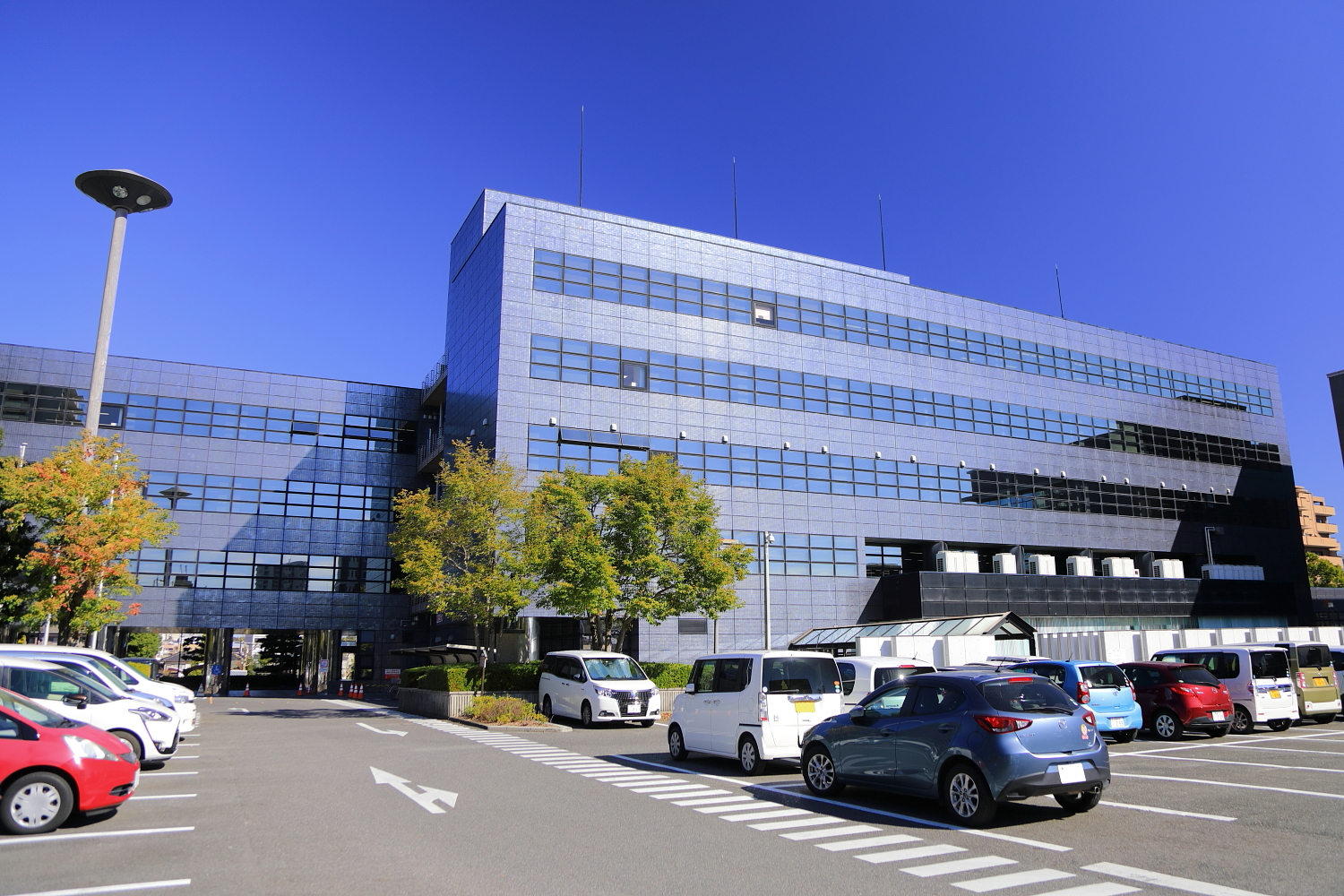
豊田産業文化センター
  - とよた科学体験館
  - 喜楽亭
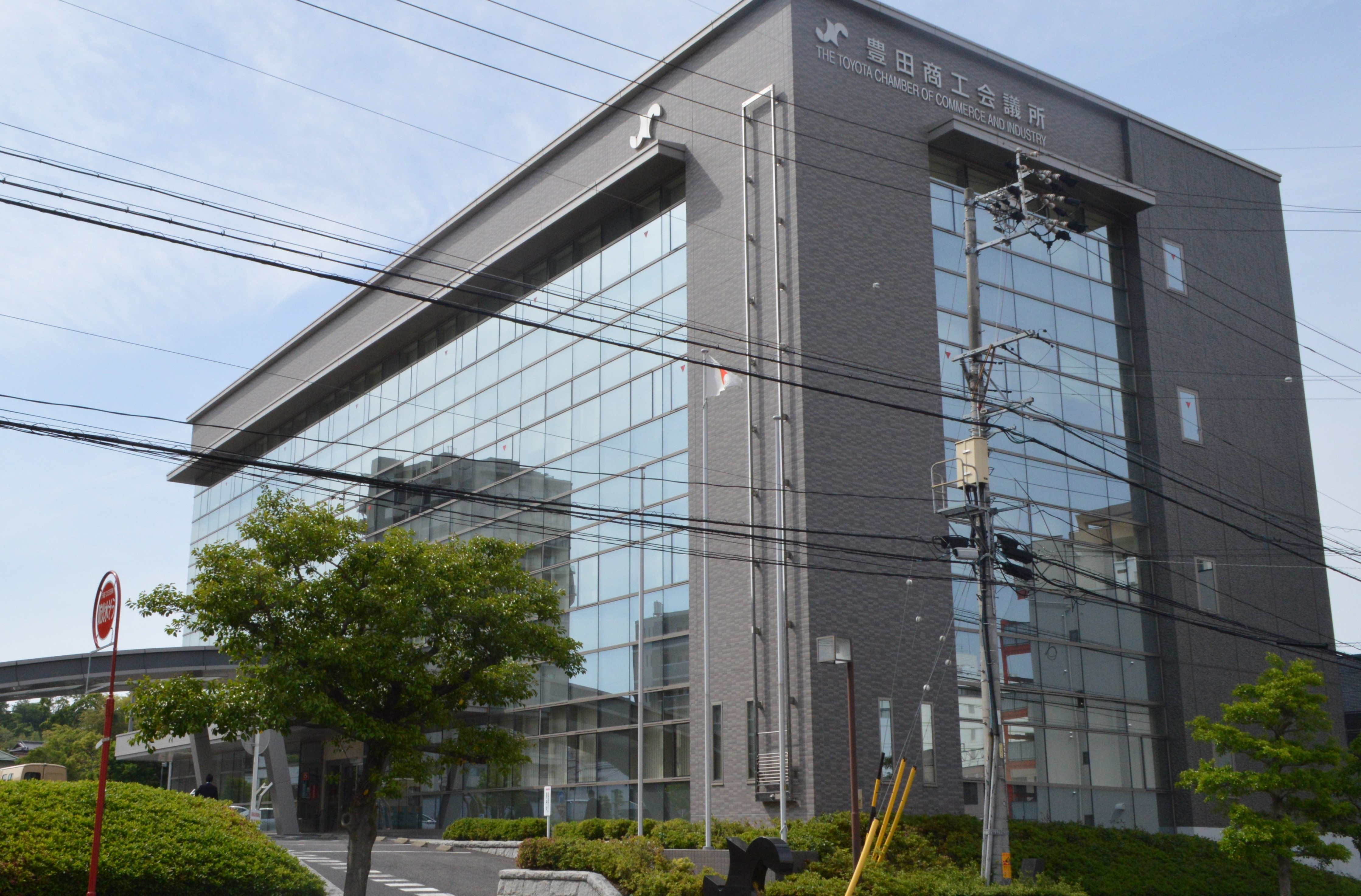
豊田商工会議所
- 豊田市美術館
- 豊田市博物館
- 豊田パークサイドホテル
- 仲田公園
- ニューヤマザキデイリーストア新豊田駅店
- ローソン豊田小坂本町店

- 七州城復元隅櫓
- 豊田産業文化センター
- 豊田商工会議所

## 交通

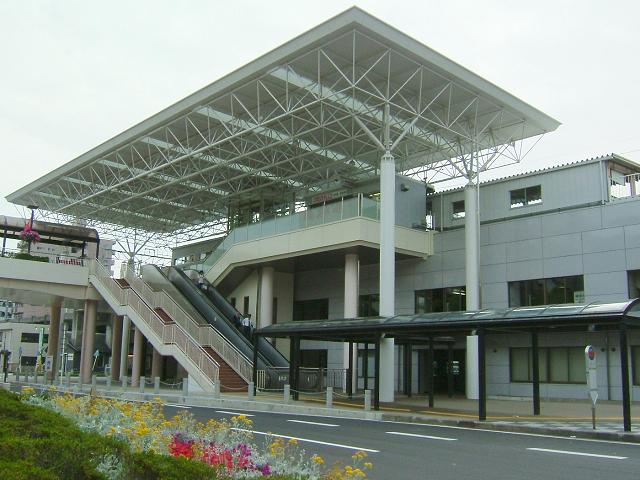
新豊田駅

### 鉄道
- 愛知環状鉄道線 新豊田駅

### 道路
- 国道153号
- 愛知県道520号豊田東郷線

## その他

### 日本郵便
- 郵便番号 : 471-0034[3]（集配局：豊田郵便局[7]）。